# Wahlkreis Pankow 4
Der Wahlkreis Pankow 4 ist ein Abgeordnetenhauswahlkreis in Berlin. Er existierte 1990 und erneut seit 2001. Er gehörte immer zum Wahlkreisverband Pankow. 1990 umfasste der Wahlkreis die damaligen Ortsteile Buchholz, Blankenfelde und Buch. Dieses Wahlkreisgebiet ging  1995 im damaligen Wahlkreis Pankow 3 auf. Nach der Berliner Gebietsreform 2001 wurde zur Wahl des Abgeordnetenhauses 2001 der Wahlkreis Pankow 4 wieder eingerichtet und umfasste zunächst die Berliner Ortsteile Heinersdorf, Blankenburg und Karow des ehemaligen Wahlkreises Weißensee 2. Seit der Wahl 2006 umfasst der Wahlkreis die Gebiete Weißensee-Nord, Stadtrandsiedlung Malchow und Blankenburg.

## Abgeordnetenhauswahl 2023
Bei der Wahl zum Abgeordnetenhaus von Berlin 2023 traten folgende Kandidaten an:
| Name                              | Partei           | Anteil der Erststimmen | Anteil der Zweitstimmen |
| --------------------------------- | ---------------- | ---------------------- | ----------------------- |
| Dirk Stettner                     | CDU              | 30,2 %                 | 28,9 %                  |
| Dennis Buchner                    | SPD              | 19,8 %                 | 18,0 %                  |
| Paul Schlüter                     | Die Linke        | 13,9 %                 | 14,3 %                  |
| Herbert Mohr                      | AfD              | 13,4 %                 | 13,6 %                  |
| Ruben Joachim                     | Grüne            | 12,7 %                 | 12,1 %                  |
| Dietrich Rink                     | Tierschutzpartei | 03,6 %                 | 02,8 %                  |
| Martin Dickopp                    | FDP              | 02,8 %                 | 03,2 %                  |
| Johnny Kiele                      | Die PARTEI       | 02,1 %                 | 01,7 %                  |
| Ralph Freytag                     | dieBasis         | 00,9 %                 | 00,7 %                  |
| Rolf Nitz                         | Freie Wähler     | 00,7 %                 | 00,3 %                  |
| –                                 | Sonstige         | –                      | 04,4 %                  |
| Wahlberechtigte: 28.500 Einwohner |                  |                        |                         |
| Wahlbeteiligung: 64,6 %           |                  |                        |                         |

## Abgeordnetenhauswahl 2021
Bei der im Nachhinein für ungültig erklärten Wahl zum Abgeordnetenhaus von Berlin 2021 traten folgende Kandidaten an:
| Name                              | Partei           | Anteil der Erststimmen | Anteil der Zweitstimmen |
| --------------------------------- | ---------------- | ---------------------- | ----------------------- |
| Dennis Buchner                    | SPD              | 24,1 %                 | 22,1 %                  |
| Dirk Stettner                     | CDU              | 18,4 %                 | 17,0 %                  |
| Paul Schlüter                     | Die Linke        | 15,9 %                 | 16,4 %                  |
| Ruben Joachim                     | Grüne            | 14,0 %                 | 13,3 %                  |
| Herbert Mohr                      | AfD              | 12,1 %                 | 11,8 %                  |
| John Betzien                      | FDP              | 05,7 %                 | 06,1 %                  |
| Dietrich Rink                     | Tierschutzpartei | 04,2 %                 | 02,8 %                  |
| Johnny Kiele                      | Die PARTEI       | 02,4 %                 | 01,8 %                  |
| Ralph Freytag                     | dieBasis         | 01,8 %                 | 01,5 %                  |
| Rolf Nitz                         | Freie Wähler     | 01,6 %                 | 00,9 %                  |
| –                                 | Die Grauen       | –                      | 01,3 %                  |
| –                                 | Sonstige         | –                      | 05,0 %                  |
| Wahlberechtigte: 28.808 Einwohner |                  |                        |                         |
| Wahlbeteiligung: 75,3 %           |                  |                        |                         |

## Abgeordnetenhauswahl 2016
Bei der Wahl zum Abgeordnetenhaus von Berlin 2016 traten folgende Kandidaten an:
| Name                              | Partei           | Anteil der Erststimmen | Anteil der Zweitstimmen |
| --------------------------------- | ---------------- | ---------------------- | ----------------------- |
| Dennis Buchner                    | SPD              | 22,4 %                 | 21,0 %                  |
| Christine Keil                    | Die Linke        | 21,7 %                 | 20,8 %                  |
| Olaf Busch                        | AfD              | 20,1 %                 | 19,7 %                  |
| Dirk Stettner                     | CDU              | 18,5 %                 | 15,5 %                  |
| Verena Toussaint                  | Grüne            | 09,2 %                 | 09,1 %                  |
| Alexander Wieberneit              | FDP              | 03,4 %                 | 03,4 %                  |
| Philipp Reichardt                 | Die PARTEI       | 02,7 %                 | 02,0 %                  |
| Jan Schrecker                     | Piraten          | 02,1 %                 | 01,5 %                  |
| –                                 | Tierschutzpartei | 0–                     | 02,3 %                  |
| –                                 | Graue Panther    | 0–                     | 01,3 %                  |
| –                                 | Sonstige         | 0–                     | 03,4 %                  |
| Wahlberechtigte: 29.425 Einwohner |                  |                        |                         |
| Wahlbeteiligung: 65,7 %           |                  |                        |                         |

## Abgeordnetenhauswahl 2011
Bei der Wahl zum Abgeordnetenhaus von Berlin 2011 traten folgende Kandidaten an:
| Name                              | Partei           | Anteil der Erststimmen | Anteil der Zweitstimmen |
| --------------------------------- | ---------------- | ---------------------- | ----------------------- |
| Dennis Buchner                    | SPD              | 34,5 %                 | 31,6 %                  |
| Gernot Klemm                      | Die Linke        | 24,2 %                 | 20,6 %                  |
| Dirk Stettner                     | CDU              | 22,4 %                 | 18,5 %                  |
| Gisela Hagenguth                  | Grüne            | 10,8 %                 | 09,0 %                  |
| Dietmar Pallas                    | Die Freiheit     | 04,2 %                 | 01,8 %                  |
| Peer Krüger                       | Pro Deutschland  | 04,1 %                 | 01,4 %                  |
| –                                 | Piraten          | –                      | 09,0 %                  |
| –                                 | NPD              | 0–                     | 03,2 %                  |
| –                                 | Tierschutzpartei | –                      | 01,7 %                  |
| –                                 | FDP              | –                      | 01,2 %                  |
| –                                 | Sonstige         | –                      | 02,0 %                  |
| Wahlberechtigte: 29.661 Einwohner |                  |                        |                         |
| Wahlbeteiligung: 56,4 %           |                  |                        |                         |

## Abgeordnetenhauswahl 2006
Bei der Wahl zum Abgeordnetenhaus von Berlin 2006 traten folgende Kandidaten an:
| Name                              | Partei    | Anteil der Erststimmen | Anteil der Zweitstimmen |
| --------------------------------- | --------- | ---------------------- | ----------------------- |
| Christa Müller                    | SPD       | 33,9 %                 | 30,7 %                  |
| Gernot Klemm                      | Die Linke | 25,3 %                 | 23,6 %                  |
| Dirk Stettner                     | CDU       | 18,9 %                 | 15,6 %                  |
| Gisela Hagenguth                  | Grüne     | 07,2 %                 | 06,5 %                  |
| Joachim Bluhm                     | FDP       | 06,7 %                 | 05,6 %                  |
| Harald Hommers                    | WASG      | 05,9 %                 | 02,9 %                  |
| Rosa Tennenbaum                   | BüSo      | 02,0 %                 | 00,3 %                  |
| Wahlberechtigte: 28.311 Einwohner |           |                        |                         |
| Wahlbeteiligung: 52,7 %           |           |                        |                         |

## Abgeordnetenhauswahl 2001
Bei der Wahl zum Abgeordnetenhaus von Berlin 2001 gab es folgende Ergebnisse:
| Name                              | Partei       | Anteil der Erststimmen | Anteil der Zweitstimmen |
| --------------------------------- | ------------ | ---------------------- | ----------------------- |
|                                   | CDU          | 21,5 %                 | 17,3 %                  |
|                                   | SPD          | 30,1 %                 | 25,4 %                  |
| Marian Krüger                     | PDS          | 37,0 %                 | 41,1 %                  |
|                                   | Grüne        | 04,3 %                 | 03,8 %                  |
|                                   | REP          | 0–                     | 01,4 %                  |
|                                   | FDP          | 07,1                   | 07,2 %                  |
|                                   | GRAUE        | 0–                     | 01,1 %                  |
| –                                 | NPD          | 0–                     | 01,6 %                  |
| –                                 | BüSo         | –                      | 00,1 %                  |
| –                                 | HP           | –                      | 00,2 %                  |
| –                                 | ödp          | –                      | 00,2 %                  |
| –                                 | DKP          | –                      | 00,0 %                  |
| –                                 | MLPD         | –                      | 00,1 %                  |
| –                                 | STATT Partei | –                      | 00,5 %                  |
| Wahlberechtigte: 30.356 Einwohner |              |                        |                         |
| Wahlbeteiligung: 67,2 %           |              |                        |                         |

## Abgeordnetenhauswahl 1990
Bei der Wahl zum Abgeordnetenhaus von Berlin 1990 gab es folgende Ergebnisse:
| Name                              | Partei   | Anteil der Erststimmen | Anteil der Zweitstimmen |
| --------------------------------- | -------- | ---------------------- | ----------------------- |
|                                   | CDU      | 29,8 %                 | 30,5 %                  |
| Hans-Peter Seitz                  | SPD      | 32,9 %                 | 32,5 %                  |
|                                   | PDS      | 15,8 %                 | 15,6 %                  |
|                                   | Grüne/AL | –                      | 01,6 %                  |
|                                   | Grüne    | 11,4 %                 | 09,8 %                  |
|                                   | FDP      | 08,0 %                 | 07,5 %                  |
| –                                 | DSU      | –                      | 00,2 %                  |
| –                                 | DDD      | –                      | 00,1 %                  |
|                                   | REP      | 02,0 %                 | 02,1 %                  |
|                                   | ödp      | –                      | 00,2 %                  |
| Wahlberechtigte: 17.525 Einwohner |          |                        |                         |
| Wahlbeteiligung: 77,2 %           |          |                        |                         |

## Bisherige Abgeordnete
Einen vergleichbaren Wahlkreiszuschnitt weist der Wahlkreis nur zwischen 2006 und 2023 auf.
| Jahr | Name             | Partei | Anteil der Erststimmen |
| ---- | ---------------- | ------ | ---------------------- |
| 2023 | Dirk Stettner    | CDU    | 30,2 %                 |
| 2021 | Dennis Buchner   | SPD    | 24,1 %                 |
| 2016 | Dennis Buchner   | SPD    | 22,4 %                 |
| 2011 | Dennis Buchner   | SPD    | 34,5 %                 |
| 2006 | Christa Müller   | SPD    | 33,9 %                 |
| 2001 | Marian Krüger    | PDS    | 37,0 %                 |
| 1990 | Hans-Peter Seitz | SPD    | 32,9 %                 |